# Kaufmann-Wirbel
Ein Kaufmann-Wirbel ist in der Fluiddynamik, einem Teilgebiet der Physik, ein mathematisches Modell für einen Wirbel in einem viskosen Fluid. Insbesondere ist dieser keine exakte Lösung der Navier-Stokes-Gleichungen. Erstmals beschrieben und benannt wurde der Kaufmann-Wirbel von W. Kaufmann im Jahr 1962 und weiter untersucht von J. P. Sullivan und M. P. Scully im Jahr 1972. Ein ähnliches Modell mit einer nicht glatten Geschwindigkeit ist der Rankine-Wirbel. Eine exakte Lösung ist der Hamel-Oseen-Wirbel.

## Beschreibung
Im Außenbereich eines Wirbels fällt die Geschwindigkeit invers proportional zum Abstand ab. Dies kann jedoch aufgrund von Divergenz nicht bis zum Zentrum des Wirbels gelten. Stattdessen gibt es einen fließenden Übergang zu einer konstanten Winkelgeschwindigkeit, also der Rotation eines starren Körpers, mit einer Geschwindigkeit direkt proportional zum Abstand. Für den Kaufmann-Wirbel wird dieser Übergang durch eine glatte Funktion modelliert, welche sich an beide Funktionen in ihrem jeweiligen Bereich annähert. Für kleine Abstände {\displaystyle r} ergibt sich also näherungsweise {\displaystyle r/r_{0}^{2}} (mit der Größe {\displaystyle r_{0}} des Kaufmann-Wirbels) und für große Abstände {\displaystyle r} ergibt sich näherungsweise {\displaystyle 1/r}. Explizit ist die Geschwindigkeit in azimuthale Richtung (in Zylinderkoordinaten) mit der Wirbelstärke {\displaystyle \Gamma } gegeben durch:
{\displaystyle v_{\rho }=0,\quad v_{\vartheta }(r)={\frac {\Gamma }{2\pi }}{\frac {r}{r^{2}+r_{0}^{2}}},\quad v_{z}=0.}